# البطولة الوطنية التونسية 1960–61
الدوري التونسي لكرة القدم 1960-1961 هو الموسم رقم 6 من الرابطة التونسية المحترفة الأولى لكرة القدم. أفضل 16 ناديا تونسيا يلعبون فيما بينهم ذهابا وإيابا.

فاز بهذا الموسم الملعب التونسي، وجاء ثانيا الترجي الرياضي التونسي وثالثا الاتحاد الرياضي التونسي.

## وصلات خارجية
- الجامعة التونسية لكرة القدم